# Casa al carrer Albergueries, 1 (Peralada)
La Casa al carrer Albergueries, 1 és una obra de Peralada (Alt Empordà) inclosa a l'Inventari del Patrimoni Arquitectònic de Catalunya.

## Descripció
Edifici entre mitgeres, situat en una cantonada a pocs metres de la plaça del Carme. És un edifici de planta baixa i un pis, amb coberta a dues vessants, amb una part de la façana arremolinada, però a la major part d'aquesta podem veure els grans carreus ben escairats que conformen el paredat original. La planta baixa disposa de dues obertures de grans dimensions, en una de les quals hi podem veure l'arrenacada d'un arc de mig punt, tot i que actualment està desaparegut. Aquesta porta té una gran llinda inscrita, de la qual costa llegir la inscripció de la part superior, ja que la balconada corriguda d'època moderna del primer pis, es troba a sobre. Tot i això es pot llegir : JOAN LL S - 1579. Al primer pis, trobem tres obertures carrueades, una de les quals té una mena de guardapols amb motius florals esculpits. La façana lateral que podem veure,té arremolinada la part superior, i a la inferior veiem un arc de mig punt lleugerament apuntat.